# Virginia Slims of Houston 1978
Virginia Slims of Houston 1978  — жіночий тенісний турнір, що відбувся на закритих кортах з килимовим покриттям Astro Arena в Х'юстоні (США) в рамках Світової чемпіонської серії Вірджинії Слімс 1978. Турнір відбувся увосьме і тривав з 16 січня до 22 січня 1978 року. Перша сіяна Мартіна Навратілова здобула титул в одиночному розряді й отримала за це 20 тис. доларів США. Турнір у подвійному розряді мав спонсорську назву Bridgestone Doubles of Houston.

## Фінальна частина

### Одиночний розряд
Мартіна Навратілова —  Біллі Джин Кінг 1–6, 6–2, 6–2

### Парний розряд
Біллі Джин Кінг /  Мартіна Навратілова —  Мона Геррант /  Грір Стівенс 7–6(5–4), 4–6, 7–6(5–4)

## Розподіл призових грошей
| Дисципліна       | П       | F       | 3-тє   | 4-те   | ЧФ     | 1/8    | 1/16 |
| Одиночний розряд | $20,000 | $10,500 | $6,300 | $5,500 | $2,800 | $1,550 | $850 |